# Alphonse de Jésus-Marie
Alphonse de Jésus-Marie (1565-1638) est un carme déchaux espagnol, général de la Congrégation d'Espagne et auteur d'ouvrages ascétiques.

## Biographie
Alonso de Jesús María est né dans une famille aristocratique, le 14 juillet 1565, à Villarejo de la Peñuela, en Castille (Espagne). Il abandonne de brillantes études de droit pour entrer dans l'Ordre des Carmes déchaux, à Alcalá de Henares, le 20 avril 1586, avant de faire profession à Pastrana, un an plus tard. Il deviendra plusieurs fois prieur, notamment au saint désert de Bolarque, prieur provincial durant six ans, et général de la Congrégation d'Espagne, de 1607 à 1613, puis de 1619 à 1625. Deux ans après avoir été atteint de cécité, il décède, à Alcalá de Henares, le 8 décembre 1638.

## Postérité
Comme l'a souligné François de Sainte-Marie (1567-1649) dans son histoire de l'Ordre, Alphonse de Jésus-Marie s'est distingué par ses vertus ascétiques : souci de l'observance conventuelle, attrait pour la solitude et magnanimité dans l'épreuve. Ces caractéristiques se retrouvent dans ses œuvres, les unes publiées, les autres restées manuscrites. Dans la perspective dessinée par Nicolas Doria pour la congrégation espagnole des déchaux, il a fait paraître trois ouvrages qui concernent la vie régulière et le perfectionnement religieux : Doctrina de religiosos, Manual de prelados et Peligros y reparos de la perfeción religiosa; ces deux derniers ont été traduits et publiés en français par Gaspard de la Mère de Dieu. Quant aux manuscrits, ils traitent du sens de l'action, de la conformité à la volonté divine, et de la reconnaissance que l'on doit à Dieu.

### Œuvres publiées
- Doctrina de religiosos, 4 volumes, Madrid, 1613.
- Manual de prelados, Alcala, 1621.
- Peligros y reparos de la perfeción religiosa, 2 volumes, Alcala, 1625-1626.

### Manuscrits
- De la conformidad a la voluntad de Dios.
- De la direccion de las obras.
- Del hazimiento de gracias.

### Études
- Jean-Marie de l'Enfant-Jésus, « Alphonse de Jésus-Marie », Dictionnaire de spiritualité ascétique et mystique, Paris, Beauchesne, t. I,‎ 1937.